# 蘭尼米德站
蘭尼米德站（英語：Runnymede Station）是一座多倫多地鐵布魯亞－丹佛線車站，坐落加拿大安大略省多倫多蘭尼米德道（Runnymede Road）和布魯亞西街（Bloor Street West）的交界處以北，於1968年5月10日開幕。
下列由多倫多公車局營運的巴士線駛經蘭尼米德站：
- 71號蘭尼米德巴士線（Runnymede）
- 77號史雲斯巴士線（Swansea）
- 79號史嘉烈道巴士線（Scarlett Road）

## 外部連結
- 维基共享资源上的相關多媒體資源：蘭尼米德站
- （英文）TTC Runnymede Station （页面存档备份，存于）－多倫多公車局網站 蘭尼米德站頁面